# Àcid levulínic
Àcid Levulínic, o àcid 4-oxopentanoic, és un compost orgànic amb la fórmula CH₃(O)CH₂CH₂CO₂H. És classificat com a ceto àcid. Aquest sòlid cristal·lí blanc és soluble dins l'aigua i solvents orgànics polars. És derivat de la degradació de cel·lulosa i és un precursor potencial de biocombustibles, com l'etil levulinate.

## Història
En 1840 el professor neerlandès Gerardus Johannes Mulder va esmentar l'àcid levulínic per primer cop. Ell en sintetitzà per escalfament de fructosa amb àcid clorhídric. L'antic terme “levulosa” per denominar la fructosa hi va donar donar "àcid levulínic" l'àcid obtingut. Tot i que l'àcid levulínic ha estat ben conegut des de la dècada dels 1870, mai ha assolit un ús comercial amb volum significatiu. La primera producció comercial d'àcid levulínic va començar com a procés discontinu en un autoclau per A.E. Statley en els anys 1940s. En 1953 l'empresa estatunidenca Quaker Oats va desenvolupar un procés continu per la producció d'àcid levulínic. En 1956 va ser identificat com a substància de plataforma química amb gran potencial i en 2004 el Departament d'Energia (US DoE) va identificar l'àcid levulínic per estudiar aproximadament 300 substàncies com una de les 12 plataformes químiques potencials en el camp de la biorefineria.

## Síntesi
La síntesi original d'àcid levulínic fou en escalfar hexoses (glucosa, fructosa) o el midó en àcid clorhídric diluït o àcid sulfúric. La producció depèn en la naturalesa de l'àcid, concentració d'àcid, temperatura i pressió. Afegint àcid fòrmic a posteriori, en part insoluble, alguns subproductes són produïts. Aquests són profundament acolorits i la seva extracció completa és un repte per la majoria de tecnologies.

Molts conceptes per la producció comercial de l'àcid levulínic són basats en una tecnologia on hi participa un àcid fort. Els processos són conduïts en una manera contínua que utilitza lignocel·lulosa com material iniciador econòmic que és impregnat per àcid mineral diluït i transferit a un reactor de pressió alta on és escalfat amb vapor per permetre la reacció productora d'àcid levulínic. Després de refredar la mescla de productes i filtrant els subproductes sòlids no desitjats, l'àcid levulínic que s'ha format és separat de l'àcid mineral catalitzador per extracció sense neutralització de l'àcid catalitzador. Això permet l'àcid catalitzador ser reciclat, mentre l'àcid levulínic pot ser purificat del solvent orgànic lliure d'àcid. L'àcid levulínic pur és aïllat per evaporació del solvent d'extracció i destil·lació de l'àcid levulínic. Empreses que van desenvolupar la tecnologia basada en aquest concepte són Biofine, DSM, Segetis, i GFBiochemicals. GFBiochemicals Va començar la producció comercial de levulínic àcid durant 2015 a una escala de producció de 2.000 t/any en Caserta, Itàlia. Caserta és la planta de producció operacional més gran del món d'àcid levulínic.

## Reaccions i aplicacions
L'àcid levulínic és utilitzat com a precursor per productes farmacèutics, plastificants, i diversos additius més. A més, és reconegut com a "bloc de construcció" o material d'inici per un nombre ample de compostos. Aquestes famílies de compostos s'adrecen a un nombre de mercats que absorbeixen grans volums. Per exemple biocombustibles potencials que inclouen γ-valerolactona, 2-metil-THF, etil levulinat.

### Altres casuístiques i usos nínxol
L'àcid Levulínic és utilitzat en cigarretes per augmentar el lliurament de nicotina dins del fum i facilitar l'arribada de la nicotina a receptors neuronals.

## Seguretat
L'àcid levulínic és relativament poc tòxic, amb una DL50 de 1850 mg/kg.